# حضن باديان
حضن باديان .تقع منطقة الحضن في مديرية ميفعة محافظة شبوة على ضفاف وادي عماقين أحد الأودية الرئيسة الرافدة لوادي ميفعة الشهير الذي قامت عليه دولة حضرموت القديمة. وتبعد منطقة الحضن عن مدينة عزان مركز المديرية الأقتصادي والتجاري بمسافة تسعة كيلو مترات فقط. وهي منطقة جميلة تتميز ببساتينها الجميلة الخضراء وعمارتها الطينية المتميزة، ويسكنها أفراد قبيلة آل باديان النعمانية المتميزة بأصالتها وثقافتها ونبذها للعادات والتقاليد البادية التي عفى عنها الزمن. آل باديان جزء من قبائل لبحور التي تنتمي إلى قبائل نعمان وهي من القبائل التي لا توجد فيها مشاكل قبلية أو ثارات أو دم ويتركز آل باديان في الحضن ,قلقل، ومحصن والخضالة, وتسود بينهم علاقات الأخوة والمحبة ,وهي قبيلة عريقة ولها تاريخ مشرف وغنية عن التعريف, وتدور فيها المشيخة بطريقة سلسة وبتوافق الجميع, كانت الحضن قديما عبارة عن منازل قليلة ومعدودة ولكن تكاثرت حتى أصبحت الآن منطقة كبيرة